# Carlos Bechtholdt
Carlos Alberto Bechtholdt Bazzano (* 10. Juli 1969 in Buenos Aires) ist ein ehemaliger argentinischer Fußballspieler auf der Position des Mittelfeldspielers.

## Karriere
Bechtholdt debütierte 1993 bei den Defensores Unidos in der Primera C Argentiniens, mit denen er in der Saison 1993/94 Meister wurde und in die Primera B Metropolitana aufstieg. Anschließend wechselte er ins Ausland: 1994 zu CD Victoria in Honduras und 1996 zu Deportivo Quito in Ecuador. Den Großteil seiner Karriere verbrachte er in Chile. Von 1997 bis 1999 spielte er für Audax Italiano, mit dem er an der Copa Conmebol 1998 teilnahm und das Finale der Copa Chile 1998 erreichte, das gegen Universidad de Chile verloren ging. Danach wechselte er zu Unión San Felipe, wo er 2000 Meister der Primera B wurde und den Aufstieg in die Primera División erreichte. Bis 2004 blieb er bei dem Verein, bevor er zu Coquimbo Unido wechselte. Dort erreichte er 2005 mit dem Team das Finale der Apertura, die erste Finalteilnahme in der Vereinsgeschichte, verlor jedoch gegen Unión Española. 2006 schloss er sich dem aufgestiegenen Curicó Unido an und wurde dort Kapitän sowie eine der prägenden Figuren. Bis zu seinem Karriereende 2008 spielte er für den Verein und war Teil des Teams, das in diesem Jahr erstmals in die Primera División aufstieg. Nach seinem Rücktritt blieb er in Curicó und übernahm die Rolle des Sportdirektors.

## Erfolge
Unión San Felipe
- Chilenischer Zweitligameister: 2000

Curció Unido
- Chilenischer Zweitligameister: 2008

## Sonstiges
Seine Söhne Franco (* 1993) und Nicolás (* 1994) sind ebenfalls Profifußballspieler.